# Alix de Lamartine
Pour les articles homonymes, voir Lamartine.
Françoise-Alix de Lamartine, née des Roys le 8 novembre 1766 à Lyon et morte le 16 novembre 1829 à Mâcon, est une écrivaine française, mère du poète Alphonse de Lamartine. 
Elle écrit un journal de 1801 à 1829 qui est publié par son fils. Elle meurt ébouillantée juste après l'annonce de l'accession de son fils à l'académie française.

## Biographie
Alix des Roys nait en 1766 à Lyon, fille de Marguerite Gavault et de Jean-Louis des Roys. Par sa mère elle descend de la famille Grimod.
Fille d’un intendant-général et de la sous-gouvernante des enfants du duc d’Orléans, Alix des Roys passa son enfance avec Louis-Philippe d’Orléans et les jeunes princes de son âge. Admise à quinze ans chez les chanoinesses de Salles-en-Beaujolais pour y compléter son éducation, elle y rencontra Pierre de Lamartine, seigneur, chevalier de Pratz, capitaine au régiment Dauphin-cavalerie (21 septembre 1752, Mâcon-1840), qu’elle devait épouser à Lyon le 7 janvier 1790. Elle donne naissance au futur poète le 21 octobre 1790. Alors que son enfant est âgé de 4 ans, son mari qui avait défendu la famille royale aux Tuileries, est emprisonné  à Mâcon durant six mois. Il est libéré avec la fin de la Terreur. Le couple a neuf enfants dont Marie-Sophie, la mère de Charles du Pont de Ligonnès.
Alix de Lamartine avait pris l’habitude d'écrire chaque soir, dans son journal intime, le résumé de sa journée dans le dessein de faire plus régulièrement son examen de conscience, d'apprendre à régler sa vie et d'occuper ses longs moments de solitude intellectuelle. Elle ouvrit son premier cahier en 1801 – époque où, avec sa famille, elle réside au château de Milly, acquis par son époux en 1797 – et ferma le dernier en 1829. Son fils reprit cette œuvre et la publia, en supprimant les passages trop intimes et en y effectuant des amendements.
Sa correspondance, qui comprend environ 200 lettres adressées pour la plupart à son fils et à ses filles dévoile le quotidien de la famille Lamartine.
Émue à l'annonce de l'élection de son fils à l’Académie française, elle s'ébouillanta en voulant prendre un bain pour reprendre son calme et mourut après quelques jours d’agonie. Rentré à Mâcon, son fils fit extraire, de nuit, son cercueil, l’ouvrit et, après avoir embrassé sa mère, fit transporter la bière à Saint-Point.

## Œuvres
- Alix de Lamartine et Alphonse de Lamartine, Le manuscrit de ma mère, 1877 : XVIIIe – XIXe siècle : 1766-1829, Paris, Hachette. Furne, Jouvet et Cie. Pagnerre, 1871.(BNF 30725895).
- Alix de Lamartine et Michel Domange, Le journal de Madame de Lamartine, mère d'Alphonse de Lamartine : XVIIIe – XXe siècle : 1766-1829, Paris, Lettres modernes. Diffusion Minard, 1983-1989.(BNF 34726054).
- La tragédie Le Dernier des Romains[3] et la comédie L’Anti-philosophe[4] de Lyon-François Des Roys (1768-1804) ont quelquefois été incorrectement attribués à Alix de Lamartine.